# クレメンス・ノン・パパ
クレメンス・ノン・パパ（Jacob Clemens non Papa）は盛期ルネサンスのフランドル楽派の作曲家。実名ジャック・クレマン (Jacques Clément)。流行のさまざまな様式によって多くの作品を残す。とりわけオランダ語による詩篇唱の編曲集が有名。

## 生涯
生い立ちについては不明であり、成熟期に関する詳細さえ全貌はつかめない。生年については、1510年から1515年の間とされている。おそらくオランダのゼーラントに生まれたようだが、証拠文書はこれと矛盾することを伝えている。それでも現在のベルギーかオランダの出身なのは間違いない。1544年頃にブルッヘの聖堂に勤務し、その直後にアントウェルペンの楽譜出版社のティールマン・スザートと取引関係に入る。1545年から1549年まで、おそらく神聖ローマ帝国皇帝カール5世の宮廷礼拝堂の楽長を務め、ゴンベールの前任者であったらしい。1550年にはスヘルトーヘンボスのマリア修道会に勤務。ライデンなどでも居住・活動した可能性がある。伝えるところによると、同時代に興ったプロテスタントに興味を寄せていたらしい。1555年または1556年に逝去。
「ノン・パパ」という呼び名は、ローマ教皇クレメンス7世と区別するため「パパ（教皇）ではない」と付け加えたとする説があるが、この教皇は1534年に没しており、1546年より前に出版された曲集には「ノン・パパ」の表示はない。したがって彼が一時住んだ西フランドルの詩人ヤコブス・パパと区別するためとする説が有力である。

## 音楽作品とその影響
クレメンス・ノン・パパは、同時代の多くの作曲家とは違って、決してイタリアに行かなかったらしく、その楽曲にイタリアの影響が認められないという結果になっている。つまりクレメンス・ノン・パパは、フランドル楽派の「北国訛り」の旗頭ということになる。
クレメンス・ノン・パパは、ジョスカンと、パレストリーナやラッススとをつなぐ世代の主要な代表的作曲家の一人である。多作家であり、以下のような作品を残した。
- 15曲のパロディ・ミサ（ルーヴァンのピエール・ファレーズ Pierre Phalèse により1555年～80年に出版）
- 約230曲のモテット
- 80曲のシャンソン
- 159曲からなる曲集 Souterliedekens

（民謡などを定旋律に用いたオランダ語による 詩篇唱。ユトレヒトの貴族Willem van Zuylen van Nijevelt のためにクレメンス・ノン・パパが編曲を担当。オリジナルは「アントワープの歌の本」として1540年に出版されたが、後にアントウェルペンのスザートがダンス音楽との抱き合わせで、1556年～7年に独自の版を刊行。）
中でも詩篇集 Souterliedekens が、クレメンス・ノン・パパ作品ではおそらく最も広く知られ、影響力をもっていた。この曲集は、最初のフラマン語によるポリフォニックな詩篇唱である（全150曲）。どの曲も概して単純であり、自宅で歌えるように意図されている。それぞれの原曲は、有名な世俗音楽の父子を用いており、宴会の唄、恋歌、バラードなど、ほかにも当時の大衆的な歌が使われている。ほとんどが３声体にまとめられている。親しみやすいホモフォニックな様式によるものもいくつかあるが、ほかは通模倣様式がとられている。全声部に歌詞づけがされているが、通常はシラビックな作曲が守られている。
クレメンス・ノン・パパの影響はとりわけドイツ語圏に顕著であった。特にラッススはクレメンス・ノン・パパの作品によく通じており、その作風の要素を取り入れている。